# Goldener Spatz 2019
Das 27. Deutsche Kinder Medien Festival Goldener Spatz fand vom 2. bis 8. Juni 2019 in Gera und Erfurt statt. Mit dieser Ausgabe wurde zugleich das 40-jährige Bestehen des Festivals gefeiert.

## Beschreibung
Insgesamt liefen 43 Film- und Fernsehbeiträge im Festivalprogramm; davon 31 im Wettbewerb. Die Goldenen Spatzen wurden in den fünf Kategorien Langfilm, Kurzfilm, Serie/Reihe Live-Action, Information/Dokumentation/Dokumentarfilm und Unterhaltung verliehen. Zudem wurde ein Goldener Spatz für die beste Darstellung vergeben. Im erstmals ausgetragenen Wettbewerb Digital (vormals Wettbewerb Online) waren acht Angebote für den Goldenen Spatz nominiert.
Fünf Produktionen feierten im Wettbewerb Kino/TV ihre Premiere: Invisible Sue und Die besten Beerdigungen der Welt (jeweils Deutschlandpremiere), Der kleine Rabe Socke – Suche nach dem verlorenen Schatz (Vorpremiere), Schneewittchen und der Zauber der Zwerge (Premiere) und TKKG (Festivalpremiere).
In den sieben Veranstaltungstagen kamen rund 18.000 Besucher zum Festival, davon 650 akkreditierte Branchenvertreter. 23 Filmvorführungen waren ausverkauft. Zu den Filmgästen gehörten u. a.: Janina Fautz, Nadeshda Brennicke, Tobias Krell, Hortense Ullrich, Marcus H. Rosenmüller, Sigrid Klausmann, Walter Sittler, Manuel Santos Gelke, Marc Rothemund u. v. m.
Der Goldene Spatz feierte mit einer Festveranstaltung am 4. Juni 2019 in der Geraer St. Johanniskirche sein 40-jähriges Bestehen. In Anwesenheit vieler Weggefährten und Unterstützer wurde der DEFA-Film Als Unku Edes Freundin war (1980) des Regisseurs und Spatz-Preisträgers Helmut Dziuba aufgeführt.

## Preisträger
(Quelle:)

### Preise der Kinderjury Kino-TV
- Langfilm*: TKKG

- Serie/Reihe Live-Action: Ein Fall für die Erdmännchen – Die Detektivprüfung
- Unterhaltung: Digiclash: Der Generationen Contest – Folge 1
- Information/Dokumentation/Dokumentarfilm: Wissen mach Ah! Ein Pfund Gehacktes
- Kurzfilm: Räuber Ratte
- Bester Darsteller: Ilyes Moutaoukkil

* an den „Langfilm“ gekoppelt: Preis des Thüringer Ministerpräsidenten für den Regisseur Robert Thalheim von TKKG (dotiert mit 1.500 Euro)

### Preis der Kinderjury Digital
- Bestes Digitales Angebot: Futter für’s Gehirn – Lernen für die Schule und das Leben an Weltraum VR

### Preis der Jury des MDR Rundfunkrates
gemeinsam vergeben mit dem Autor Jon Frickey
- Bestes Drehbuch: Laura van Dijk nach einer Vorlage von Anna Woltz – Meine wunderbar seltsame Woche mit Tess (dotiert mit 4.000 Euro)

### Publikumspreis
- Das schönste Mädchen der Welt (Regie: Aron Lehmann) (dotiert mit 2.500 Euro und von der Handwerkskammer Erfurt gestiftet)